# Pygodon dorsovittatum
Pygodon dorsovittatum är en mångfotingart som beskrevs av Henri Saussure och Leo Zehntner 1901. Pygodon dorsovittatum ingår i släktet Pygodon och familjen Pachybolidae. Inga underarter finns listade i Catalogue of Life.